# Groß-Kokler Bote
Der Groß-Kokler Bote war eine deutschsprachige Wochenzeitung, die von 1879 bis 1939 in Schäßburg (rum. Sighișoara, ung. Segesvár) in der Habsburgermonarchie im Königreich Ungarn und später im Königreich Rumänien erschienen ist. Als „Amtliches Kundmachungsblatt“ bot die Zeitung ihren Lesern amtliche Verlautbarungen sowie Lokal- und Tagesnachrichten und Inserate. Die Redaktion wurde über mehrere Jahre von Friedrich Horeth geleitet. Mit Ende des Ersten Weltkriegs ging die Schässburger Zeitung in den Groß-Kokler Boten auf, der sein Erscheinen als Lokalblatt der Schäßburger Region bis kurz vor Kriegsbeginn 1939 fortsetzte.